# François Cochet
Pour les articles homonymes, voir Cochet.
François Cochet est un historien français né le 21 janvier 1954 à Reims, spécialiste de l'expérience combattante (XIXe – XXIe siècles), de la mémoire des guerres et de la captivité de guerre.

## Biographie
Né en 1954, il est agrégé d'histoire en 1978. En 1983, il soutient un doctorat de troisième cycle à l'université de Paris VII intitulé Rémois en guerre, 1914-1918 : paroles de témoins et sources écrites (sous la direction de Michelle Perrot), puis en 1989 un doctorat des universités à Reims consacré au Retour et réinsertion, des prisonniers, déportés et requis, 1945-1954, l'exemple des Champenois (sous la direction de Maurice Vaïsse). Enfin, en 1996, il soutient son habilitation à diriger les recherches sur le thème guerres et mémoires des guerres. (Maurice Vaïsse)
D'abord maître de conférences à Reims, il est élu professeur des universités à Limoges (2000-2002), puis à l'université Paul Verlaine de Metz (2002-2017) devenue Université de Lorraine-Metz en 2012. Depuis, il a développé des recherches en histoire des conflits et sur l'expérience combattante. Il a créé, avec son collègue Olivier Dard (élu en 2013 à l'Université de Paris-Sorbonne) un master intitulé Politique et conflits dans le cadre de l'Université de Lorraine, qui, en joignant cultures politiques et militaires en fait un diplôme original au niveau national.
Il a développé de nombreux liens avec les institutions militaires (Région Terre Nord-Est, Centre de Doctrine de l'Emploi et du Commandement (CDEC) de l'École Militaire, Délégation au patrimoine de l'Armée de terre - dont un fructueux travail avec le lieutenant-colonel Rémy Porte -, Centre d'Études, Réserves et Partenariat (CERPA) de l'Armée de l'air-École Militaire, membre du jury du CSEM 1991-2000). Il milite depuis le début des années 2000 pour la réhabilitation d'une histoire militaire trop souvent méprisée en France du fait d'œillères idéologiques.
Depuis le 1er septembre 2017, il est Professeur Emérite de l'Université de Lorraine-Metz (Classe exceptionnelle, 2e échelon). Sur sa chaire a été élue le Pr Julie d'Andurain qui perpétue les études d'histoire des conflits à Metz. Les activités de recherche de François Cochet l'ont amené à participer à de nombreuses réalisations muséographiques.
Il a été :
- membre du comité d'éthique du Centre de la mémoire d'Oradour-sur-Glane (2000-2002)
- conseiller auprès du ministère de la Défense (Ministère délégué aux Anciens Combattants et Victimes de guerre) pour le projet Chemins de mémoire (2000-2004)
- membre du comité scientifique du Mémorial Charles-de-Gaulle à Colombey les Deux Églises
- membre du comité scientifique du projet Portail des batailles de la Grande Guerre de Notre-Dame de Lorette-Vimy.
- membre du conseil scientifique de la recherche en histoire de la défense (CSRHD), jusqu'à 2017.
- membre du comité scientifique de la revue italienne Mondo Contemporaneo.
- membre du Conseil Scientifique National de la Mission du centenaire de la Grande Guerre.

Il demeure aujourd'hui :
- membre du Comité scientifique du Musée de la Guerre de 1870 et de l'Annexion de Gravelotte.
- Président du Conseil d'orientation scientifique du Mémorial de Verdun depuis septembre 2017.
- Président de l'Université d'été du Musée de la Grande Guerre du pays de Meaux depuis 2013.
- membre du Conseil scientifique de la Fondation Nationale du Souvenir de Verdun.

## Publications
- Les exclus de la victoire. L'histoire des prisonniers, déportés et requis, 1945-1985 - SPM/Kronos, Paris, 1992
- Les occupations en Champagne-Ardenne, 1814-1944 (Dir.) - Presses Universitaires de Reims, 1996
- Soldats sans armes, la captivité de guerre, une approche culturelle - Bruylant, Bruxelles, 1998
- Les violences de guerre à l'égard des civils au XXe siècle : axiomatique, pratiques et mémoires (Dir.) - Cahiers du CRHCEO, Université de Metz, 2005
- Les Américains et la France : Engagements et représentations (codirection Marie-Claude Genet-Delacroix et Hélène Trocmé) - Maisonneuve et Larose, Paris, 1999
- Subversion, auto-subversion, contre-subversion, avec Olivier Dard (Dir.) - Collection Actes académiques, Riveneuve, Paris, 2009
- Ferdinand Foch (1851-1929), Apprenez à penser, avec Rémy Porte (Dir.) - Soteca/14-18, Saint-Cloud, 2010
- Postures américaines, réactions françaises (Dir.) - Actes du colloque de février 2008, Metz, CRULH, 2010
- Pierre Messmer, au croisement du militaire, du colonial, du politique (avec Maurice Vaïsse, Bernard Lachaise, et François Audigier), (Dir.) - Riveneuve, Paris, 2012  (ISBN 978-2360130924)
- Armes en guerre, XIXe – XXIe siècles. Mythes, symboles, réalités - CNRS, Paris, 2012  (ISBN 978-2271072962)
- Français en guerres, de 1870 à nos jours, Perrin, Paris, 2017, 544 p.  (ISBN 978-2-262-05036-8)
- Dictionnaire de la guerre d’Indochine, direction, avec Ivan Cadeau et Rémy Porte, Perrin, Paris, 2021, 950 p.  (ISBN 978-2-262-08700-5)
- Les guerres des Années folles, 1919-1925, direction, Passés Composés, Paris, 2021, 400 p.  (ISBN 978-2-37933-116-9)

### Première Guerre mondiale
- Rémois en guerre, 1914-1918, l'héroïsation au quotidien - Presses universitaires de Nancy, 1993
- La Première Guerre mondiale : Dates, thèmes, noms - Studyrama, Paris, 2001
- Les batailles de la Marne. De l'Ourcq à Verdun (1914 et 1918) (Dir.) - Soteca/14-18, Saint-Cloud, 2004
- Survivre au front, 1914-1918, les soldats entre contrainte et consentement - Soteca/14-18, Saint-Cloud, 2005
- 1916-2006 : Verdun sous le regard du monde (Dir.) - Actes du colloque tenu à Verdun les 23 et 24 février 2006, Soteca/14-18, Saint-Cloud, 2006.
- 1917, Des monts de Champagne à Verdun (Dir.) - Actes du colloque des 24-25 mai 2007 (Mourmelon et Verdun), Soteca/14-18, Saint-Cloud, 2008
- Dictionnaire de la Grande Guerre, avec Rémy Porte (Dir.) - Collection Bouquins, Robert Laffont, Paris, 2008, réédition 2013  (ISBN 978-2221107225)
- Les soldats inconnus de la Grande Guerre - Soteca, Saint-Cloud, 2012  (ISBN 978-2916385822)
- Foi, religions et sacré dans la Grande Guerre, co-direction avec Xavier Boniface - Collection Études des faits religieux, Artois Presses Université, 2014, 291 p.
- 1914-1918 : Fin d'un monde, début d'un siècle (prix de l'UNOR 2015 et prix Louis Marin de l'Académie des Sciences Morales et Politiques, 2015) - Perrin, Paris, 2014 / réédité en poche, Tempus/Perrin, Paris, 2017.
- 1914 : La guerre avant la guerre. Regards sur un conflit à venir, direction avec Jean-Christophe Sauvage - Riveneuve, Paris, 2015, 220 p.
- Histoire de l'armée française, 1914-1918, avec Remy Porte (Mention spéciale du Prix Erwan Bergot 2017 et Prix de l'UNOR, 2017) - Tallandier, Paris, 2017
- Petit guide pour mener votre propre enquête et retrouver votre ancêtre poilu, avec Erwan Le Gall, Editions Pierre de Taillac, Paris, 2022, préface d'Antoine Prost.

### Seconde Guerre mondiale
- Les soldats de la Drôle de guerre - Collection Vie quotidienne, Hachette littérature, Paris, 2004
- Comprendre la Seconde Guerre mondiale - Studyrama, Paris, 2005
- De Gaulle et les Jeunes Turcs des armées occidentales (1930-1945) : une génération de la réflexion à l’épreuve de faits (Dir.) - Riveneuve, Paris, 2008

### Collection Expérience combattante
- Former les soldats au feu, 19e-21e siècles (Dir.) - Collection Expérience combattante, volume I, Riveneuve, Paris, 2011
- Obéir et commander au feu - Collection Expérience combattante, volume II, Riveneuve, Paris, 2012, 413 p.
- Les environnements du combattant - Collection Expérience combattante, volume III, Riveneuve, Paris, 2013, 364 p.
- L'expérience traumatique - Collection Expérience combattante, volume IV, Riveneuve, Paris, 2014, 349 p.

François Cochet est également l'auteur de plus de 200 articles et de communications scientifiques publiées. Il a encadré de nombreux travaux de master, de thèses et d'Habilitation à diriger les recherches (HDR).

## Distinctions

### Décorations
- Officier de l'ordre des Palmes académiques
- Chevalier de l'ordre des Arts et des Lettres
- Chevalier de la Légion d'honneur (2023)[3]

### Récompenses
- Grand prix national des Lettres (1999)
- Prix de l'UNOR (Union nationale des organismes de réserve et des organisations de réservistes) 2015 et 2017 et prix Louis Marin de l'Académie des Sciences Morales et Politiques, 2015.
- Insigne d'historien de l'Armée de Terre, échelon Or.
- Lieutenant-colonel de la Réserve Citoyenne-Terre (Centre de doctrine et d'enseignement du commandement, Ecole Militaire) (2021-2023)

Ses collègues français et étrangers lui ont rendu hommage dans l'ouvrage publié sous la direction de Julie d'Andurain, François Audigier et Jean-Noël Grandhomme, Les Français et les armes à feu de 1789 à nos jours, Hommage à François Cochet, Paris, Maisonneuve et Larose/Nouvelles Editions, 2018, 423 p.